# Питерсберг (аэропорт, Аляска)
Аэропорт Питерсберг имени Джеймса Джонсона, (англ. Petersburg James A. Johnson Airport) (ИАТА: PSG, ИКАО: PAPG, FAA LID: PSG) — военно-гражданский международный аэропорт, расположенный в двух километрах к юго-востоку от центрального делового района города Питерсберг (Аляска), США.
Деятельность аэропорта субсидируется за счёт средств Федеральной программы США Essential Air Service (EAS) по обеспечению воздушного сообщения между небольшими населёнными пунктами страны.
Аэропорт имеет два гражданских терминала "Landside" и "Airside" (состоит из корпусов A, B, C (для международных рейсов), D), а также грузовой терминал.